# Ulivellia inversa
Ulivellia inversa är en tvåvingeart som beskrevs av Speiser 1929. Ulivellia inversa ingår i släktet Ulivellia och familjen fläckflugor. Inga underarter finns listade i Catalogue of Life.